# Ладно, горячая штучка, ладно!
«Ладно, горячая штучка, ладно!» (англ. Okay Hot-Shot, Okay!) — картина в стиле поп-арт, созданная американским художником Роем Лихтенштейном в 1963 году. Она выполнена маслом и акриловой краской «Magna» на холсте. Как и во множестве других его работ в ней использована техника точек Бен-Дей и текстовый баллон. Работа служит одним из примеров батального жанра в творчестве художника, созданных в 1962—1964 годах. Первоисточниками для картины послужили панели из четырёх разных комиксов, откуда соответственно были заимствованы самолёт, пилот, текстовый баллон и ономатопеическая лексика «VOOMP!».
Лихтенштейн внёс ряд изменений в исходные изображения, когда собирал их композицию для работы «Ладно, горячая штучка, ладно!». Он использовал темы в этой работе, которые относятся к тем, которые выражены в нескольких других его работах. Повествовательное содержание картины соотносят с работами другого современного Лихтенштейну художника, Джексона Поллока.

## История
В конце 1950-х и начале 1960-х годов ряд американских художников стали адаптировать образы и мотивы комиксов для своего творчества. Лихтенштейн начал делать рисунки персонажей комиксов в 1958 году. Энди Уорхол написал свои самые ранние картины, используя этот стиль в 1960 году. Лихтенштейн, не зная о работе Уорхола, создал картины «Смотри, Микки» и «Попай» в 1961 году. Вскоре Лихтенштейн перешёл от мультипликации к более серьёзным темам, таким как любовные отношения и военные сцены. Лихтенштейн говорил, что в то время был очень заинтересован сильным эмоциональным содержанием, но в то же время сталкивался с отстранённым безличным отношением с любовью, ненавистью, войной и т. д. в этих мультяшных образах. Источником для «Ладно, горячая штучка, ладно!» послужили пять различных рисунков из комиксов, авторами которых были художники Русом Хитом и Ирв Новик. Соответственно самолёт, пилот, текстовый баллон и ономатопеическая лексика «VOOMP!» заимствованы из различных рисунков.
Лихтенштейн был опытным рисовальщиком и художником. Он также прошёл подготовку во время Второй мировой войны в качестве военного пилота, но никогда не видел и не участвовал в активных боевых действиях. Его список работ, посвящённых авиации обширен, включая несколько с пилотами, находящимися в кабинах самолётов во время воздушного боя, такие как «Лётчик-истребитель» (1962), «Браттата» (1962) и «Брататат!» (1963). Ряд источников причисляют работу «Ладно, горячая штучка, ладно!» вместе с «Бу-ух!» и «Блям» к лучшим образцам батального жанра у Лихтенштейна.
В «Ладно, горячая штучка, ладно!», как и в работах «Лётчик-истребитель» и «Фон Карп», используется образ американского лётчика-истребителя Второй мировой войны Джонни Клауда из комикса «The Losers» издательства DC Comics. Номер 69 комикса «All-American Men of War» за январь-февраль 1962 года послужил источником для нескольких картин Лихтенштейна, включая «Ладно, горячая штучка, ладно!» (два рисунка из него), «Браттата», «Блям», «Бу-ух!» и «Текс!». Карандашный набросок «Лётчика-истребителя» также был основан на рисунке из этого выпуска.

## Критика

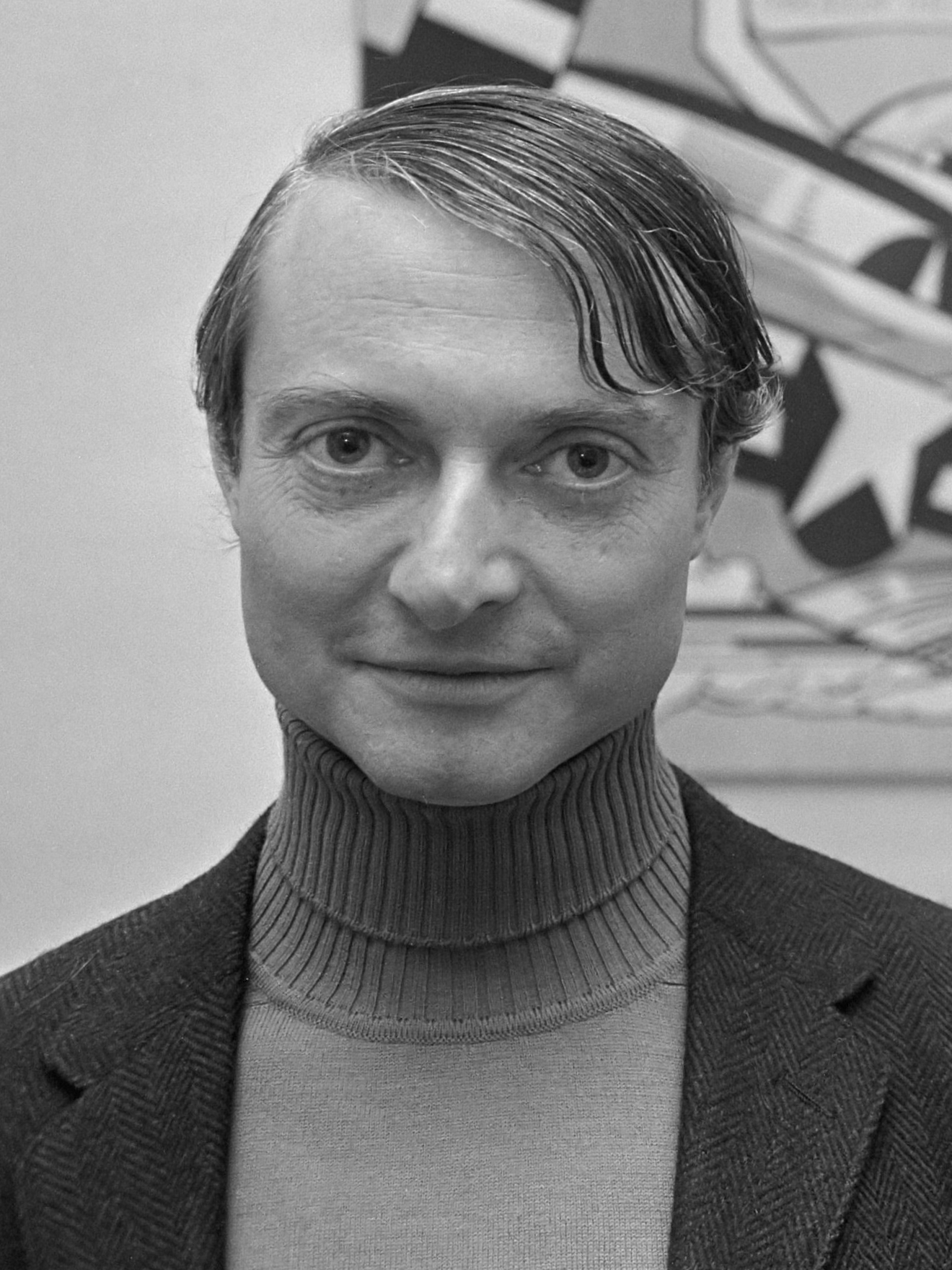
Рой Лихтенштейн в 1967 году

В первоисточнике на пилоте был традиционный авиационный шлем времён Второй мировой войны, но Лихтенштейн изменил его на шлем космонавта, астронавта или пилота авиации эпохи Холодной войны. Лихтенштейн также сдвинул композицию так, чтобы его левый глаз оказался в кадре. В картине также была поднята тема «машины и воплощённого видения», встречаемая также в таких его работах, как «Крэк!», «Брататат!» и «Лётчик-истребитель».
Содержательное повествование: «Ладно, горячая штучка, ладно! Я обливаю!» (англ. Okay, hot-shot, okay! I'm pouring!) [снарядами врага] может содержать по мнению ряда исследователей двойной смысл, в том числе намекая на технику создания картин известным в то время художником Джексоном Поллоком. Драматизм, выраженный через повышенное напряжение, связывает эту работу с некоторыми другими картинами из самых известных у Лихтенштейна.
При слиянии элементов и мотивов рисунков двух разных художников комиксов Лихтенштейн упростил штриховку и использование цвета. В некрологе Лихтенштейна критик из «Los Angeles Times» Кристофер Найт отметил, что использование цвета в картине «Ладно, горячая штучка, ладно!» восходит к работам Мориса Луиса, а графические элементы взрыва напоминают работу Кеннета Ноланда.
В рассказе, опубликованном в 1998 году после того, как Лихтенштейн стал знаменитым, Ирв Новик утверждал, что встретил Лихтенштейна в армии в 1947 году и, как его старший офицер, ответил на слезливые жалобы Лихтенштейна на чёрную работу, которую ему поручили, порекомендовав его на лучшую работу. Жан-Поль Габийе поставил под сомнение этот рассказ, отметив, что Лихтенштейн покинул армию за год до того, как якобы случился описанный Новиком инцидент. Барт Бити, отмечая, что Лихтенштейн заимствовал работы Новика для своих картин «Бу-ух!» и «Ладно, горячая штучка, ладно!», сделал предположение, что рассказ Новика «кажется попыткой лично принизить» более известного художника.